# 恩格爾馬巴赫河
48°58′31″N 12°50′17″E / 48.97528°N 12.83819°E

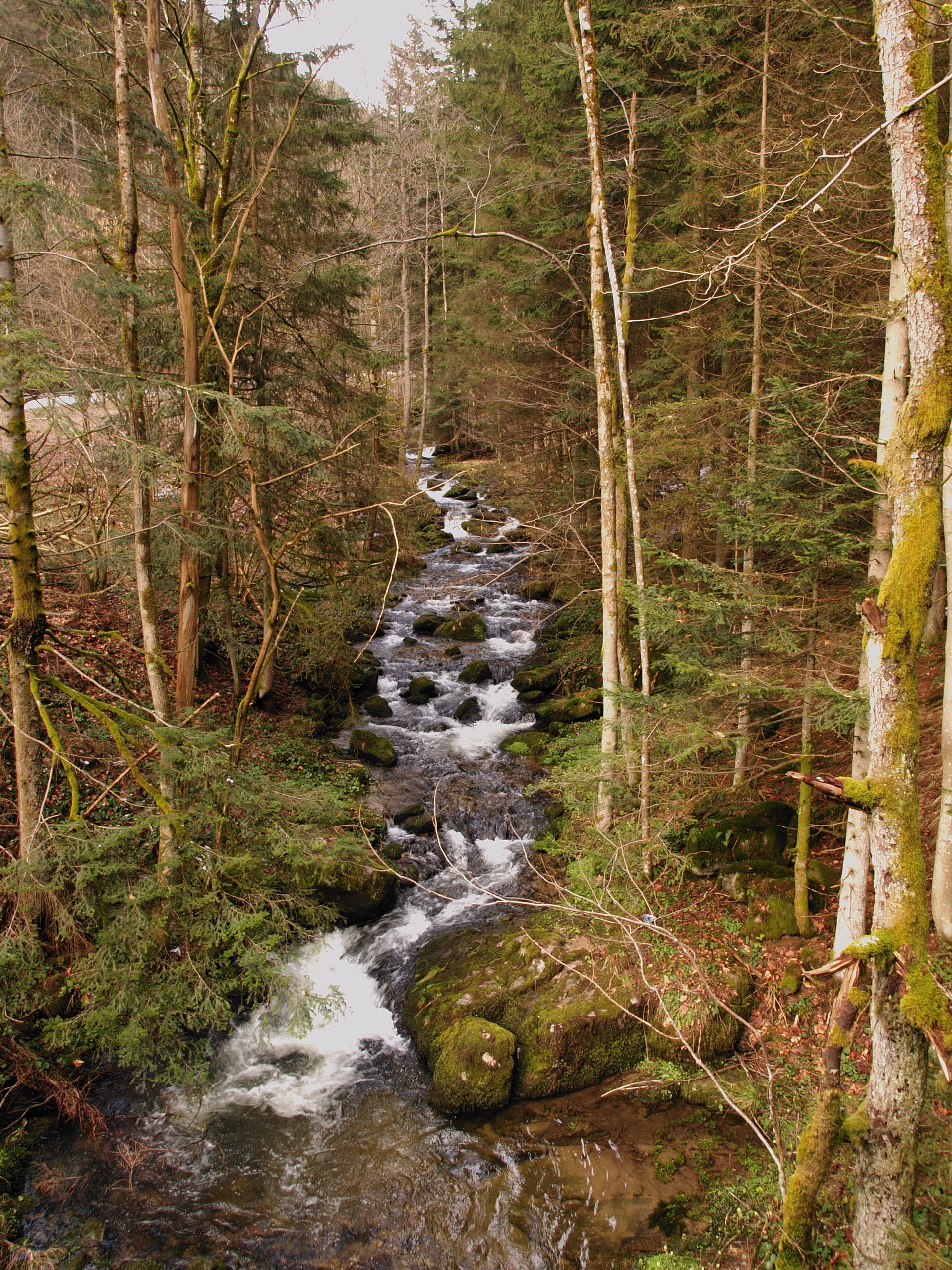

恩格爾馬巴赫河是德國的河流，位於該國東南部，由巴伐利亞負責管轄，屬於博根巴赫河的左支流，河道全長6公里，流域面積10.1平方公里。